# John Lesher
John Lesher est un producteur de cinéma américain né le 12 mai 1966 à Pittsburgh (Pennsylvanie).

## Biographie
Après sa sortie de l'Université Harvard en 1988, John Lesher devient agent artistique chez Bauer/Benedek, qui deviendra plus tard United Talent Agency, puis en 2002 devient partenaire de Endeavor Talent Agency (en), où il aura comme clients notamment Martin Scorsese, Sydney Pollack ou Jennifer Jason Leigh.
En 2005, il est recruté par Paramount Pictures pour être président de Paramount Classics,. Il est licencié brutalement par Paramount en 2009.
Début 2015, il rejoint LBI Entertainment, la société de production créée par Rick Yorn, Ian Montone et Dave Baram.

## Filmographie
- 2012 : End of Watch de David Ayer
- 2013 : Blood Ties de Guillaume Canet
- 2014 : Fury de David Ayer
- 2014 : Birdman d'Alejandro González Iñárritu
- 2015 : Strictly Criminal (Black Mass) de Scott Cooper
- 2015 : Mississippi Grind de Anna Boden et Ryan Fleck
- 2017 : Hostiles de Scott Cooper

## Distinctions

### Récompenses
- Oscars du cinéma 2015 : Oscar du meilleur film pour Birdman, conjointement avec Alejandro González Iñárritu et James W. Skotchdopole

### Nominations
- BAFTA 2015 : BAFA du meilleur film pour Birdman